# 1163
| 1163               |
| ------------------ |
| Dødsfald - Fødsler |
|                    |

| Gregoriansk kalender | 1163 MCLXIII            |
| Ab urbe condita      | 1916                    |
| Armensk kalender     | 612 ԹՎ ՈԺԲ              |
| Kinesiske kalender   | 3859 – 3860 壬午 – 癸未 |
| Etiopisk kalender    | 1155 – 1156             |
| Jødisk kalender      | 4923 – 4924             |
| Hindukalendere       |                         |
| - Vikram Samvat      | 1218 – 1219             |
| - Shaka Samvat       | 1085 – 1086             |
| - Kali Yuga          | 4264 – 4265             |
| Iransk kalender      | 541 – 542               |
| Islamisk kalender    | 558 – 559               |

Konge i Danmark: Valdemar den Store enekonge fra 1157-1182
Se også 1163 (tal)

## Begivenheder
- Bygningen af Notre Dame påbegyndes

## Født
- Knud 6.